# Withius lewisi
Espèce
Synonymes
- Allowithius congicus lewisi Beier, 1946

Withius lewisi est une espèce de pseudoscorpions de la famille des Withiidae.

## Distribution
Cette espèce  se rencontre au Soudan du Sud et au Kenya.

## Publication originale
- Beier, 1946 : Some pseudoscorpions from the Upper Nile Territory. Annals and Magazine of Natural History, sér. 11, vol. 13, p. 567-571.